# Gerhardt Langguth

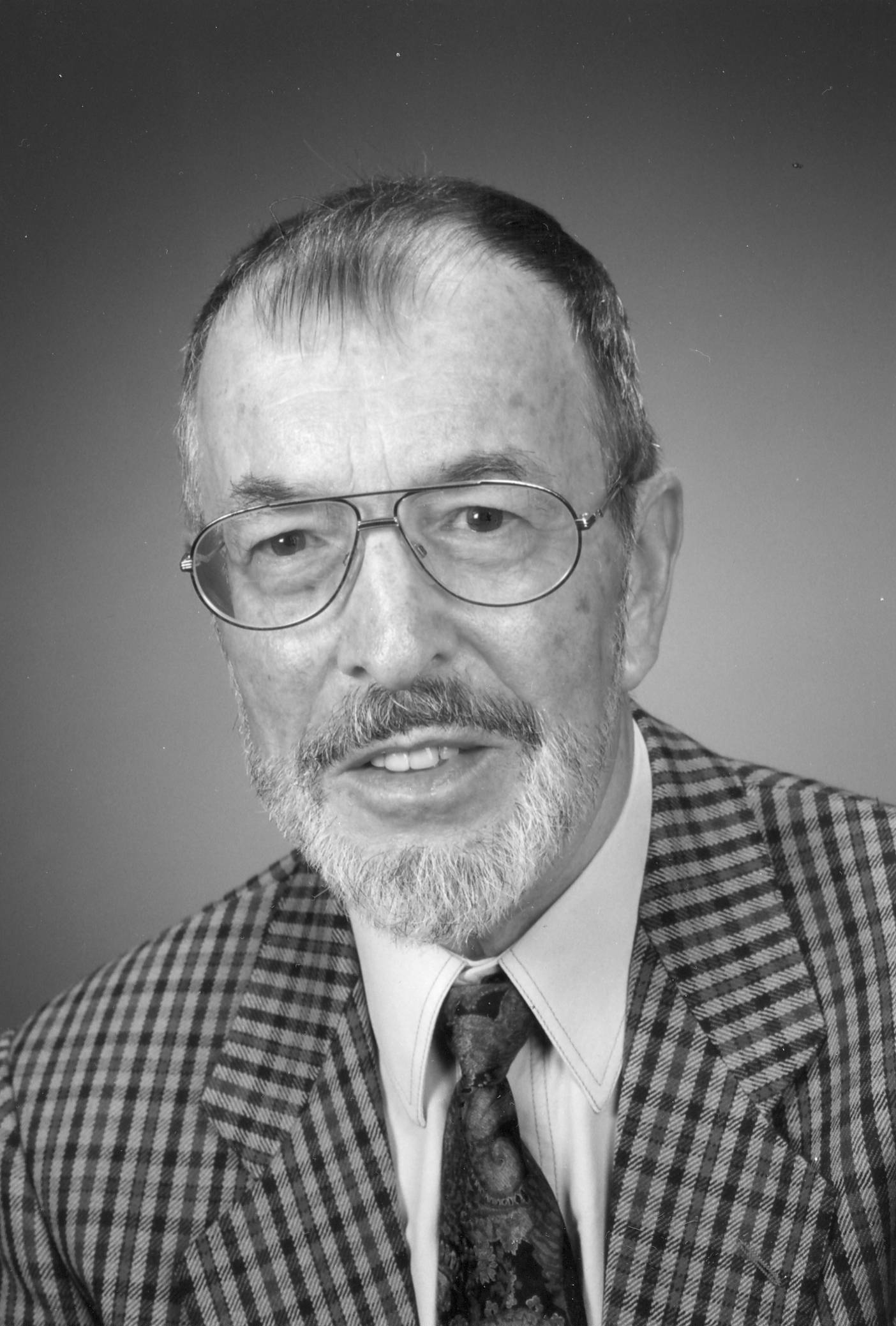

Gerhardt Langguth (* 12. Mai 1925 in Wiesbaden; † 25. November 2017 in Mosbach) war ein evangelischer Theologe, Pfarrer und Akademiedirektor der Evangelischen Akademie Baden.

## Leben und Beruf
Langguth wuchs in Wertheim auf. Im Zweiten Weltkrieg war er ab März 1943 im Reichsarbeitsdienst und Soldat. Er wurde in Lettland verwundet und kam bei Marseille in amerikanischer Kriegsgefangenschaft.
In den Jahren 1945 bis 1953 studierte er in Heidelberg und Basel Theologie. Prägend war besonders sein Studium bei Karl Barth in Basel.
Bis zum Jahr 1954 war er Vikar in Karlsruhe und danach Gemeindepfarrer in Kieselbronn. Von 1964 bis 1970 war er Industrie- und Männerpfarrer für Nordbaden in Mannheim und anschließend acht Jahre Dekan und Pfarrer in Mosbach. Seit 1977 war er Studienleiter an der Evangelischen Akademie Baden in Karlsruhe und hatte ab 1. Juni 1978 das Amt des Akademiedirektors inne. In den Jahren 1965 bis 1989 war er Beauftragter der Badischen Landeskirche für „Kirche und Sport“. Langguth war Mitglied der SPD und in der Gewerkschaft.
Er war verheiratet mit Hanna Langguth, geb. Neumann, aus der Ehe stammen drei Söhne.

## Werke (Auswahl)
- Gerhardt Langguth: Er ist da der eine Ewige mitten in der Welt. Hans Thoma Verlag, Karlsruhe 2005, ISBN 3-87297-155-7.
- Gerhardt Langguth: Ökologische Traditionen in Theologie und Frömmigkeit. In: Ein Jedes nach seiner Art (= Herrenalber Protokoll Band 63). Karlsruhe 1989, ISBN 978-3-89674-063-2.